# Triticum edwardii
Triticum edwardii là một loài thực vật có hoa trong họ Hòa thảo. Loài này được Zhebrak miêu tả khoa học đầu tiên năm 1944.